# Pferdekopf-Amphore

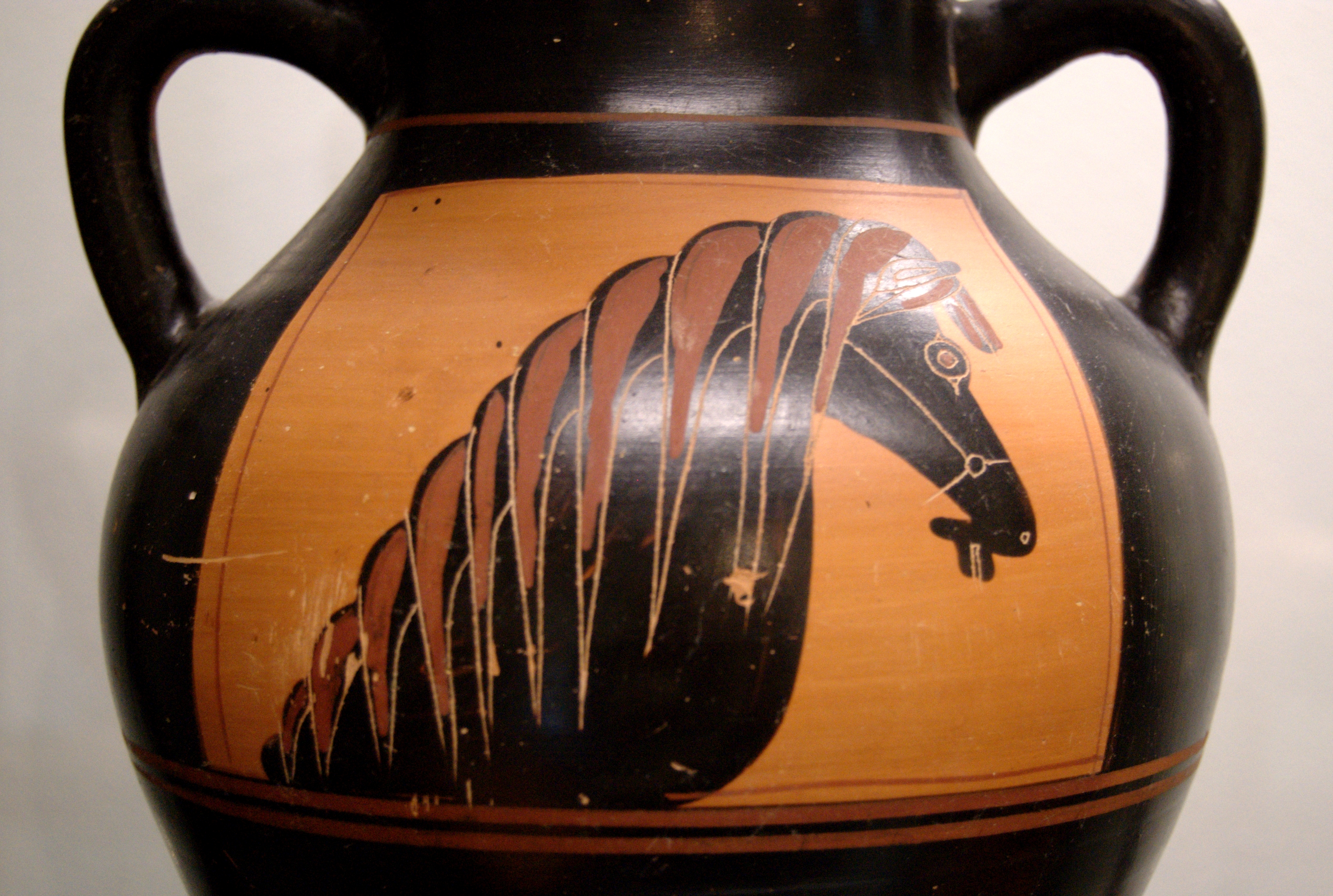
Dekor einer Pferdekopf-Amphora in den Staatlichen Antikensammlungen München, Inv. 1362, um 550 v. Chr.

Als Pferdekopf-Amphoren wird eine Gruppe von Bauchamphoren bezeichnet, die in der ersten Hälfte des 6. Jahrhunderts v. Chr. in Athen produziert wurden. Es handelt sich dabei um bauchige Gefäße, die auf beiden Seiten schwarzfigurige Pferdeprotomen in ausgesparten, rechteckigen Bildfelder zeigen. In einem einzelnen Fall ist auf einer Seite ein Frauenkopf zu sehen. Anders als bei anderen frühen Bauchamphoren verzichteten die Maler hier auf einen Halsfries. Es sind über 100 solcher Amphoren bekannt, die von verschiedenen Künstlern bemalt wurden, darunter auch von weniger begabten Malern. 
Diese Amphoren hatten eine ganz bestimmte Funktion, die bis heute jedoch nicht geklärt ist. Manche Forscher nahmen an, dass es sich um Grabvasen handelt, doch ist ihre Verwendung als Grabmal in keinem Falle gesichert. Wenn diese Deutung stimmt, muss man in den Pferden wohl die Hadespferde sehen oder die Pferde Poseidons, wenn man Poseidon in seiner Funktion als Unterweltsgott annimmt. Eine weitere Möglichkeit ist, dass die Vasen als Siegespreis gedient hatten. Auch möglich ist es laut Erika Simon, dass die Pferdekopf-Amphoren Weiheobjekte des attischen Reiteradels waren. Der Pferdekopf könnte demnach als Standessymbol gedient haben. Nach John D. Beazley gehörten diese Vasen nicht einmal ein halbes Jahrhundert zum Repertoire der Athener Künstler. Eine stilistische Entwicklung lässt sich nicht feststellen. Möglicherweise waren diese Amphoren die Vorläufer der Panathenäischen Preisamphoren. 
Verschiedene Maler von Pferdekopf-Amphoren sind mit davon abgeleiteten Namen benannt worden, wie etwa der Maler des Aachener Pferdekopfes oder die Tokyo Horse-Head-Group.